# Silberhort von Terslev

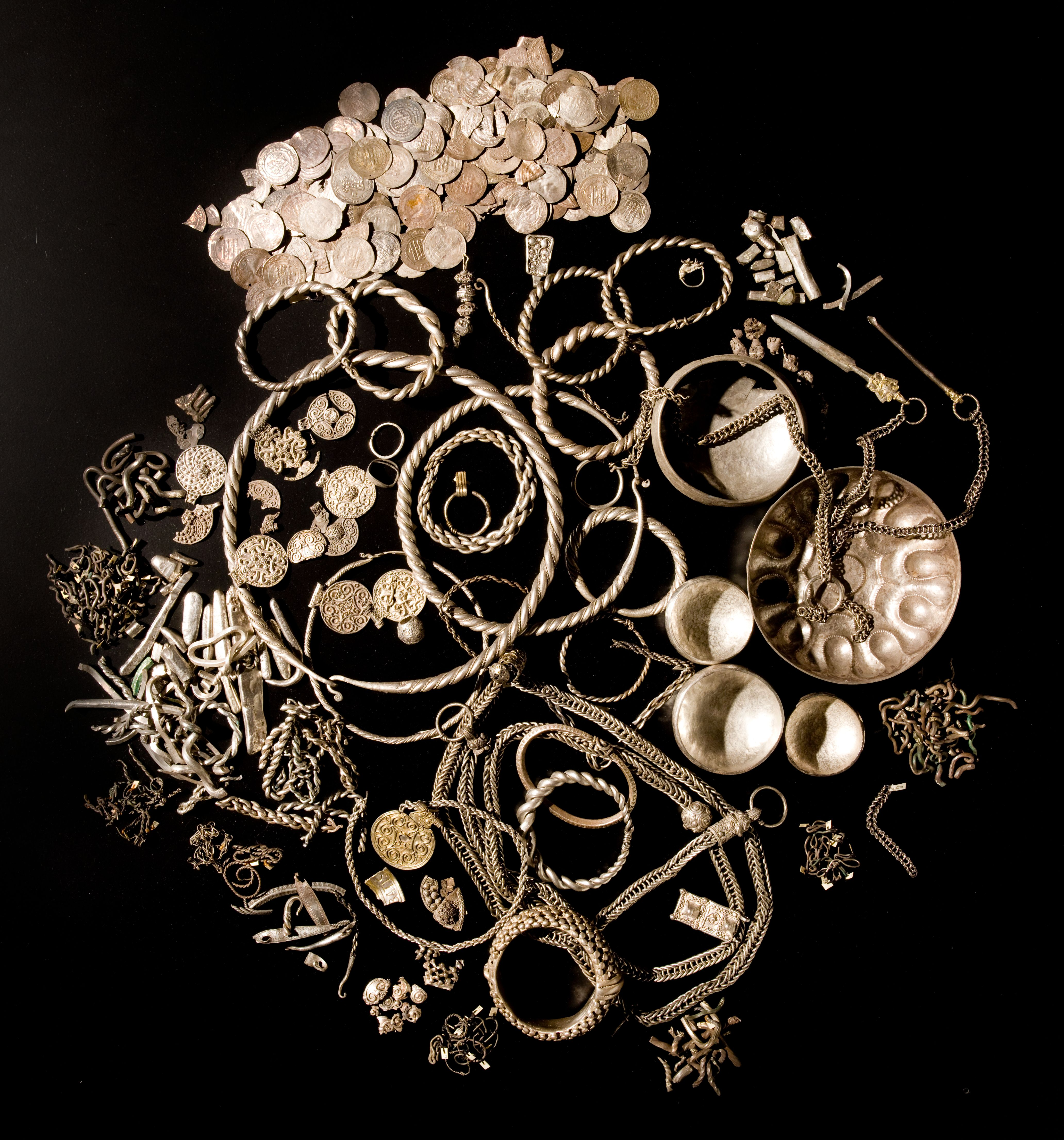
Silberschatz von Terslev

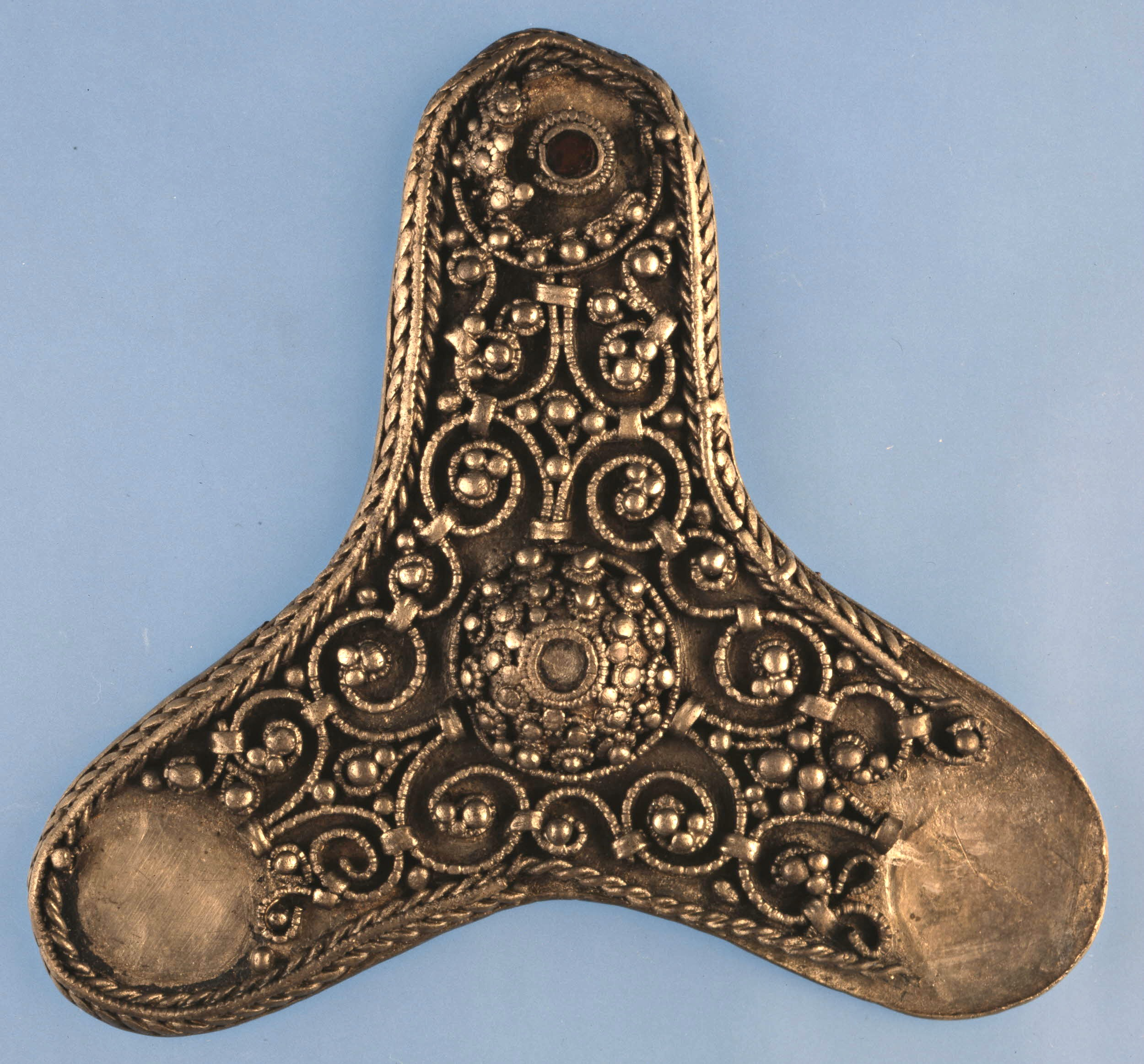
Kleeblattfibel im Terslevstil

Der 1911 gefundene Silberhort von Terslev, genannt auch Silberschatz von Terslev (dänisch Sølvskatten fra Terslev), bei Faxe auf Seeland in Dänemark, stammt aus der Wikingerzeit. Der Schatz wurde in der zweiten Hälfte des 10. Jahrhunderts vergraben. Es war ein Zufallsfund von einigen kleinen Jungen, die Löcher in einen Garten von Terslev graben sollten und unter einer meterdicken Erdschicht auf diesen Fund stießen. 
Der Hort enthielt 6,6 kg Silber, darunter 1751 Münzen, von denen 1708 arabische Dirhem aus Kufa im heutigen Irak sind. 28 ganze Münzen und 15 Fragmente stammen aus Europa; 11 aus Deutschland, 10 aus England, drei aus Frankreich und eine aus Italien. Darüber hinaus gab es 18 Münzen aus Dänemark, von denen acht aus Haithabu waren. Die ältesten Münzen wurden im Jahr 706 n. Chr. geprägt, während die jüngsten aus dem Jahr 944 stammten. Ein Fragment mit der lateinischen Inschrift „BATIS“ stammt aus einer Patene. Die anderen Gegenstände sind Armbänder, Bruchsilber, Halsketten und Trachtenschmuck, außerdem ein Trinkservice mit vier nordischen Tassen und einer großen Schüssel, sowie Schnallen, die möglicherweise aus Persien stammen.
Teile des Fundes sind im Dänischen Nationalmuseum in Kopenhagen ausgestellt.